# St. Wendalinus (Großrosseln)

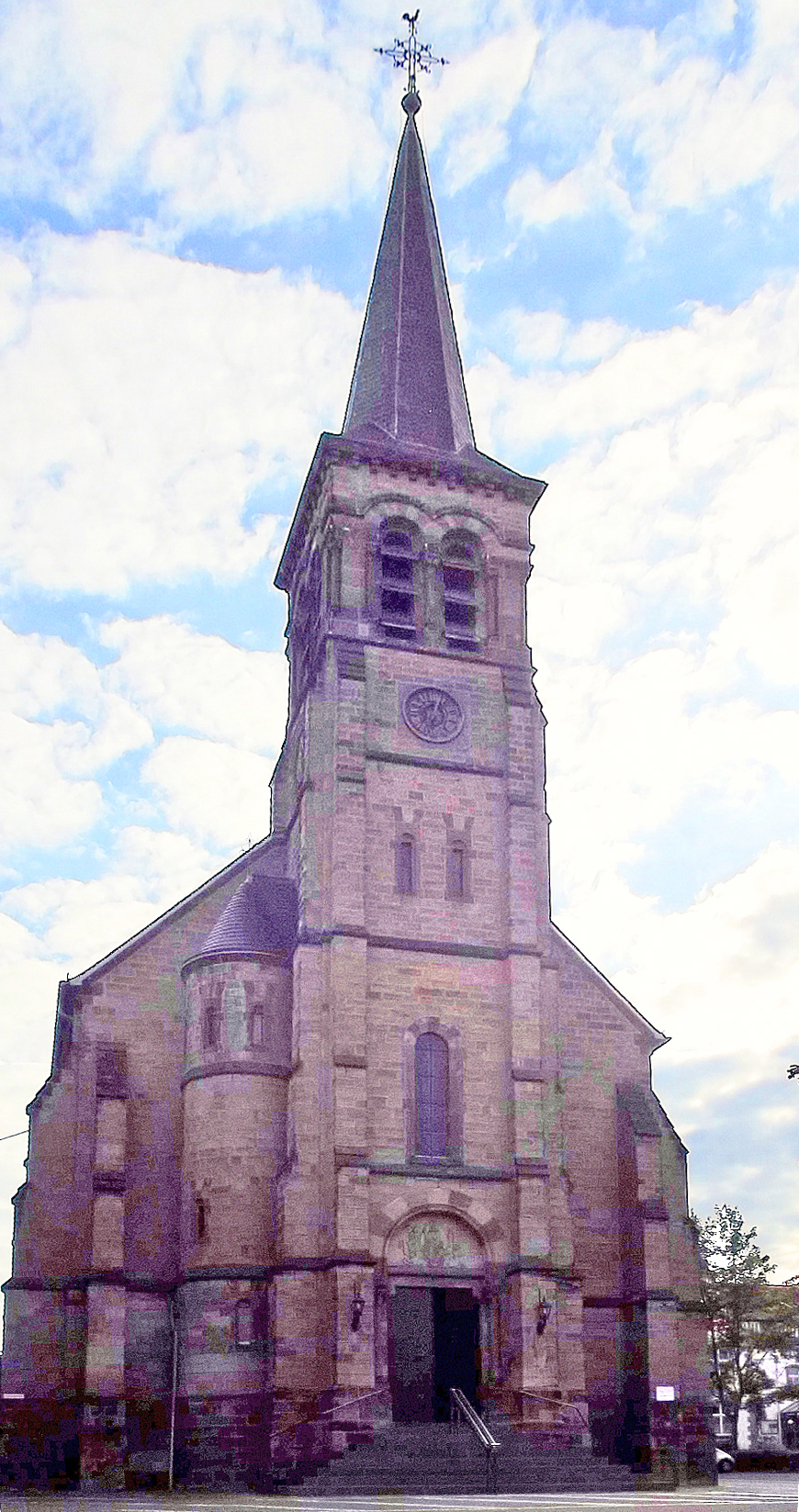
Die katholische Pfarrkirche St. Wendalinus in Großrosseln

Die Kirche St. Wendalinus ist eine katholische Pfarrkirche in Großrosseln im südlichen Saarland. Seit dem 1. September 2011 gehört die Pfarrgemeinde St. Wendalinus zu der neu gegründeten „Pfarreiengemeinschaft Warndt“ im Bistum Trier. Hierzu gehören die Pfarren Herz Jesu (Ludweiler), Maria Himmelfahrt (Geislautern), St. Barbara (Emmersweiler), St. Hedwig (Wehrden), St. Josef (Wehrden), St. Marien (Dorf im Warndt), St. Paulinus (Lauterbach), St. Wendalinus (Großrosseln). In der Denkmalliste des Saarlandes ist die Kirche als Einzeldenkmal aufgeführt.

## Baugeschichte 1290 bis 1882
Die Kirche in Großrosselns hatte in knapp 600 Jahren drei Vorgängerkirche. Wegen der Lage des Ortes in einem engen Flusstal und der periodisch auftretenden Überschwemmungen durch Hochwasser wurden die ersten Häuser sowie die Kirche auf den umliegenden Bergen errichtet.

### Erste Kirche 1290
Die erste Kirche in Großrosseln wird im Jahr 1290 als Schenkung der Herren von Warsberg erwähnt. Sie war dem Heiligen Gallus geweiht und stand auf einem relativ hohen Berg des Dorfes. Zu jener Zeit gehörte der Kirche Großrosselns die Pfarreien St. Nikolaus, St. Avold und Naßweiler an. Knapp 450 Jahre wurde diese Kirche von der Gemeinde Großrosseln genutzt. Da überliefert ist, dass 1726, nach ihrer Zerstörung in den Jahren 1637/1638 durch die Schweden im Dreißigjährigen Krieg, noch immer Mauerreste und ein steinerner Sarg zu sehen waren, gilt als gesichert, dass die erste Kirche aus Stein erbaut wurde. Der Glockenturm dagegen bestand aus einem Holzgerüst mit einer Glocke mit etwa einem Fuß (circa 28 cm) Durchmesser. Die Glocke diente bis 1806 nicht nur als Kirchenglocke, sondern wurde auch für profane Zwecke, z. B. als Alarmglocke eingesetzt.

### Zweite Kirche 1726/1727
Durch die Zerstörung der ersten Kirche im Jahr 1637/1638 war die Gemeinde knapp 90 Jahre ohne eigene Kirche. In der heutigen Ortsmitte wurde 1726/1727 eine Notkirche aus Fachwerk errichtet, die von der Gemeinde gut zwei Jahrzehnte genutzt wurde. Um diese Zeit wechselte die Gemeinde das Patrozinium und wählte den Hl. Wendelin als Schutzpatron.

### Dritte Kirche 1745/1750
In den vierziger Jahren des 18. Jahrhunderts wurde die hölzerne Notkirche von 1726 durch eine aus Stein ersetzt. Mit der aufkommenden Industrialisierung zogen immer mehr Menschen nach Großrosseln, was unumgänglich eine größere Kirche erforderlich machte. Nachweislich wurde die neue Kirche am 14. April 1750 „honorem sancti Wendalini“ durch Pater Ignatius, Erzpriester zu Großblittersdorf und Mönch aus der Abtei Wadgassen, eingesegnet. Seither ist St. Wendalin der kirchlich anerkannte Schutzpatron der Gemeinde Großrosseln. Der neue Kirchbau wurde ohne Gewölbe angelegt, die Decke bestand aus einer flachen Bretterdecke die zu den Wänden hin etwas abgerundet war. Die Länge des Kirchbaus betrug 56 Fuß (knapp 16 m), die Breite 28 Fuß (knapp 9 m). Sie hatte zunächst nur ein rundbogiges Fenster im Kirchenschiff. Erst im Jahr 1823 erhielt die Kirche als Geschenk von einem wohlhabenden Ehepaar weitere fünf Fenster, sodass nun das Kirchenschiff auf jeder Seite drei Fenster aufwies. In den Jahren 1787/1788 wurde eine Sakristei angebaut. Auf dem Dach befand sich ein Dachreiter als Glockenturm. Das Mauerwerk besteht fast ausschließlich aus Bruchstein, Ausnahme bildeten die Fenster und die Pforte, welche eine Umrahmung aus Pflastersteinen erhielten. Diese Kirche 1882 durch die heutige ersetzt. Sie wurde nach ihrer Profanierung zu einem Wohnhaus umgebaut, wobei der gut erhaltene Chor noch heute auf die ehemalige Nutzung als Kirche hinweist.

#### Inneneinrichtung
Die Kirche hatte einen Hochaltar und zwei Seitenaltäre. Im Jahr 1779 wurde der Kirche ein gotischer Hochaltar aus einer Kapelle aus Forbach vermacht. Der bis dahin verwendete Hochaltar wurde zum Seitenaltar umgebaut, stilistisch angepasst und galt nun als Marienaltar. Der Seitenaltar auf der Epistelseite wurde gründlich repariert und dem Heiligen Nikolaus zugeordnet.
1854 gab es über 34 Stühle, zwei Knie- und Sitzbänke für Erwachsene im Chor, sowie 26 Bänke im Kirchenschiff, weitere Sitzplätze gab es auf der Empore.

#### Glocken
Im Jahr 1806 erhielt die Kirche zwei Glocken von 14 Zoll Durchmesser, also etwa 36 cm. Die kleinere der beiden Glocken trug die Inschrift „Sancta Maria heischen ich, für alle Christen bitten ich, Anno 1613“.
Da 1869 eine der Glocken defekt geworden war, gab man der Glockengießerei Mabilon in Saarburg den Auftrag für eine neue Glocke. Die zersprungene Gemeindeglocke wurde als zusätzliches Gussmaterial mit eingeschmolzen. 1870 wurde die Glocke zum Pfingstmontag geweiht und aufgehängt. Später wurden die beiden Glocken zunächst in die vierte Kirche übernommen, wo sie bis zum Neuguss 1902 blieben.

## 1882 bis zur Gegenwart

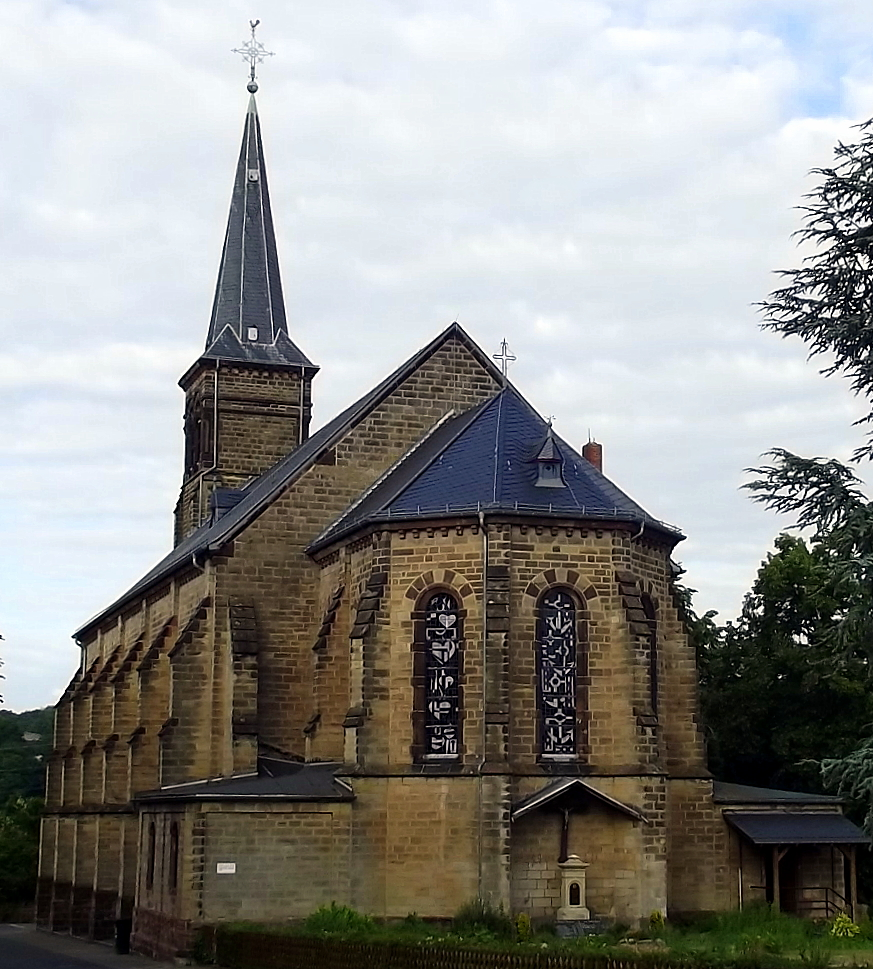
Rückwärtige Ansicht der Kirche mit Blick auf den Chor

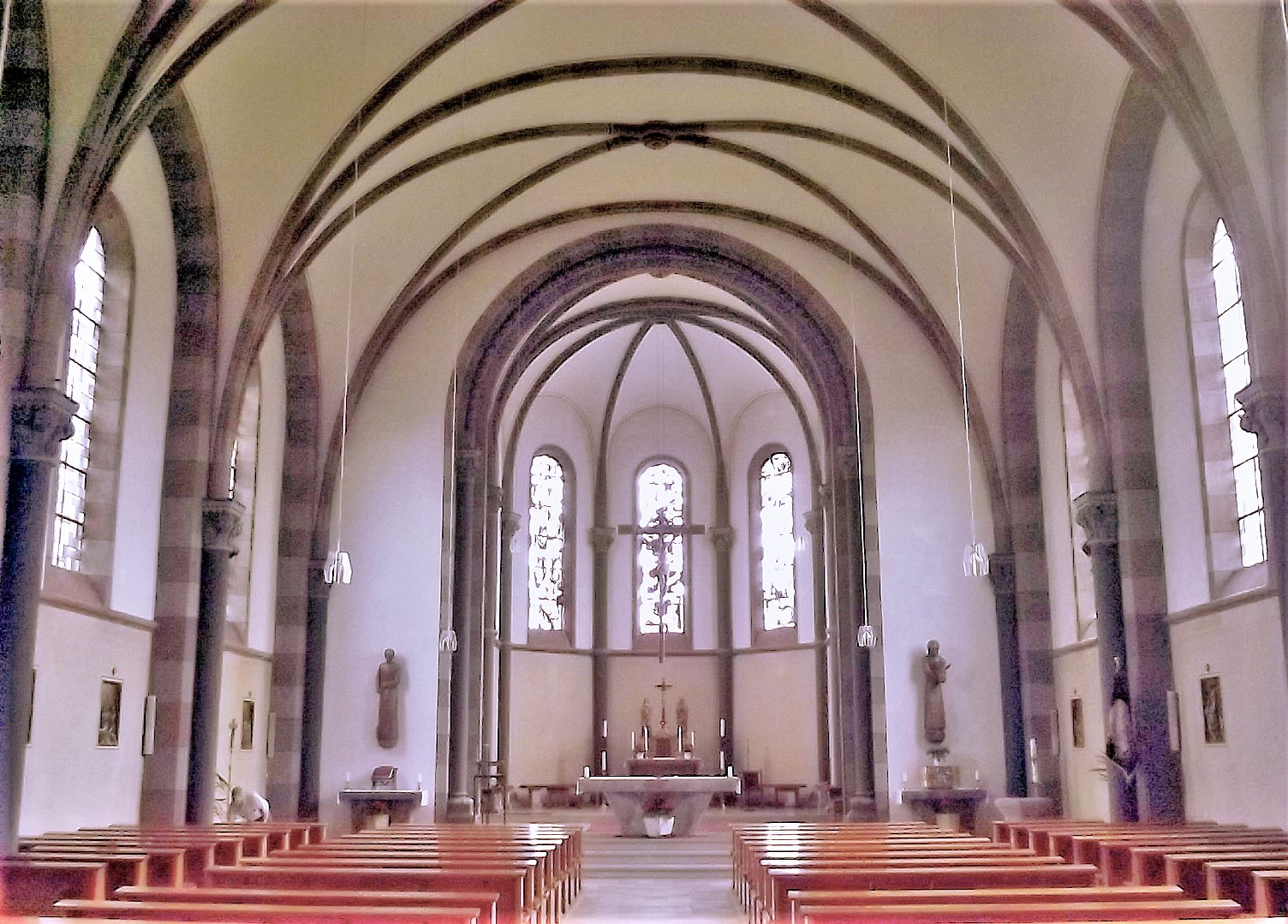
Blick ins Innere der Kirche

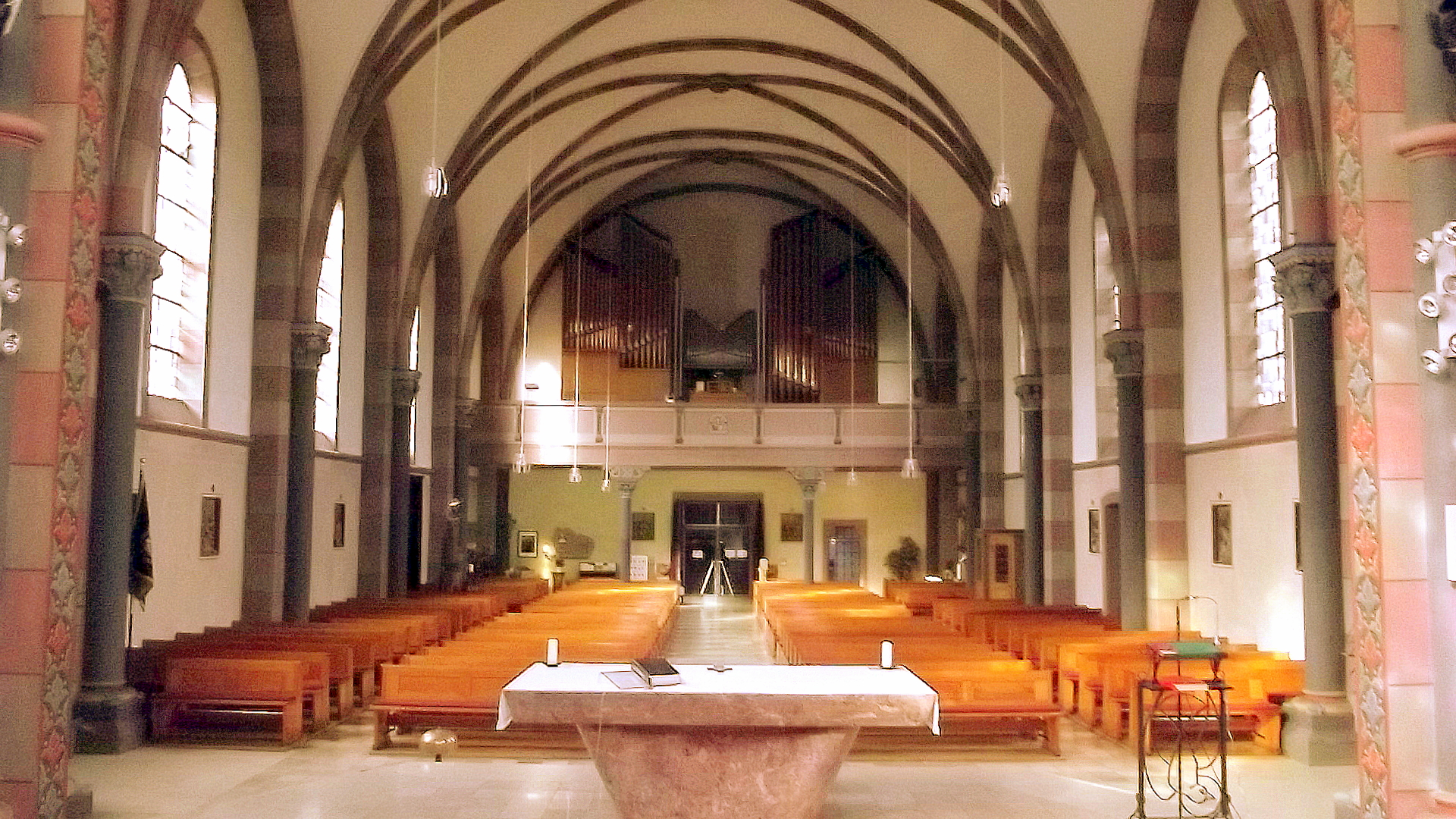
Blick zur Orgelempore

Gut über 130 Jahre nach Nutzung der dritten Kirche von 1745 mussten die Bürger des Dorfes Großrosseln 1882 zum vierten Mal eine Pfarrkirche bauen. Diese ist bis heute das Zentrum der Kirchengemeinde und wird von den Bürgern Großrosselns als „Rossler Dom“ bezeichnet.
Erstmals zu einem Neubau aufgerufen hatte der damalige Trierer Weihbischof Johann Jakob Kraft. Bei der Gelegenheit der Firmung am 12. Mai 1873 verwies er auf den allseits bekannten schlechten Zustand der Pfarrkirche und legte dem Kirchenvorstand einen Neubau nah. Die Kirche bot der stark gewachsenen Gemeinde nicht mehr ausreichend Platz. Außerdem lag die Kirche in einem sumpfigen Gelände; sie stand die größte Zeit des Jahres im Wasser, sodass Mauerwerk und Fußboden selbst im Sommer nass waren. Durch die ständige Feuchtigkeit in der Sakristei schimmelten die Paramente.
Die Finanzierung der neuen Pfarrkirche gestaltete sich als schwierig. Die Baukosten für den Rohbau beliefen sich auf 63.270 DM, umgerechnet rund 32.500 €. Möglich wurde das Projekt erst mit der Erlaubnis, in der Rheinprovinz und im angrenzenden Lothringen Haussammlungen durchführen zu können.

## Architektur und Innenausstattung
Im Jahr 1882 wurde der Grundstein des Kirchbaus St. Wendalinus mitten im Dorf und 40 Meter über dem Rosseltal gelegt. Die Kirche ist eine einschiffige Hallenkirche mit Orgelempore und leicht höher liegendem Chor. Überspannt ist der Raum von einem Rippengewölbe. Der Baustil ist dem romanischen Stil nachempfunden, der konsequent von den Fensterbögen über die Chor- und die Deckenbögen bis hin zu den Schallluken am Glockenturm durchgehalten wurde. An den beiden Seiten des Chorbogens ist jeweils ein Seitenaltar aufgestellt. Heute findet sich vom Gottesdienstbesucher aus gesehen auf der rechten Seite der Marienaltar, darüber eine schlichte Marienfigur aus Holz, und auf der linken Seite ein Josefsaltar, darüber ebenfalls eine schlichte Figur aus Holz, die Josef darstellt.
Die Bauzeit erstreckte sich von der Grundsteinlegung an über fünf Jahre bis hin zur Einweihung im Jahr 1887, wobei an mehreren Inschriften die Baudurchführung nachvollzogen werden kann.
- Der Grundstein befindet sich in der Kirche vorne rechts an der ersten Säule des Chores, wobei am Fuß der Säule in lateinischer Sprache zu lesen ist: „Lapis primarius ab Episcopo Korum positus die 22. Septembris 1882“, zu deutsch, „Grundstein der Kirche gesetzt durch Bischof Korum am 22. September 1882“.
- Über dem Eingang der Sakristei steht „Ecclesia aedeficate est ab architecto ARENT ex Luxemburg et per DD. SCHNEIDER ex Bous Neckenig parochus“, zu Deutsch: „Die Kirche wurde errichtet durch Architekt Arendt aus Luxemburg und durch die Firma Schneider aus Bous zurzeit von Pastor Neckenig“.
- Unter dem Eingangsrelief mit Gott-Vater im Mittelpunkt, umgeben von den Symbolen der vier Evangelisten, direkt über dem Hauptportal der Pfarrkirche befindet sich die in Sandstein gehauene Inschrift: „Haec domus edificata est anno MDCCCLXXXIII“, zu Deutsch, „Dieses Haus des Herrn ist errichtet im Jahre 1883“.
- Auf die Einweihung der Kirche wird mit einer Inschrift, die sich im vorderen Altarraum über der kleinen Eingangspforte zum rechten Raum befindet, hingewiesen. Sie lautet: „Ecclesia consecrata est a. Rmo. Ep. KORUM d. 13. Julii 1887“, zu Deutsch: „Die Kirche wurde eingeweiht durch den verehrungswürdigen Bischof Korum am 13. Juli 1887“.[9]

### Innenausstattung bis zur Nachkriegszeit
Die Kirche war nach ihrer Weihe im Juli 1887 sehr einfach eingerichtet.
Aus der Not heraus wurde die Kirche mit dem bereits 1874 angeschafften gotischen Altar aus der Vorgängerkirche und ihrer angepassten Seitenaltäre ausgestattet, was dem Stil des neuromanischen Baus widersprach. Im Jahr 1890 verkaufte der damalige Pfarrer Rahm die die Altäre, sammelte zudem weitere Spendengelder und schuf zwei neue Altäre an. Im Sommer 1894 wurde der Chor mit Öl-Wachsfarben ausgearbeitet und kurz vor Weihnachten desselben Jahres ein geeigneter Hochaltar samt Kommunionbank aufgestellt. Im Sommer des folgenden Jahres 1895 kam die Pfarrei in den Besitz einer eigenen Orgel der Firma Stockhausen aus Linz am Rhein. Im Jahr 1900 wurden zwei neue Beichtstühle angeschafft und in den folgenden Jahren die Umgebung der Kirche neu gestaltet. Die Zugänge zur Kirche wurden 1910 gepflastert. Während des Zweiten Weltkrieges wurde die Orgel zerstört, und es mussten neue Glocken neu gegossen und neue Kirchenbänke angeschafft werden.

### Neuerungen und Neuanschaffungen
In den Jahren 1956/1957 gab es u. a. folgende Neuanschaffungen: Kommunionbank, Kirchenbänke, Seitenaltäre, eine Madonnenfigur, Kerzenständer, Fußboden, Holzpodeste unter Bänken, zwei Beichtstühle, eine Glas-Pendeltür, Wandpaletten im Atrium, Lampen unter der Empore, am Eingang und Ausgang, eine Figur des Hl. Josef, Betschemel, Taufstein. Am 21. Sonntag nach Pfingsten 1959 erhielt die Gemeinde einen neuen Hochaltar aus Marmor. Ein Altarkreuz, Kerzenständer und Tabernakel mit einer Darstellung des Lamm Gottes wurden in den Werkstätten Maria Laach erworben.

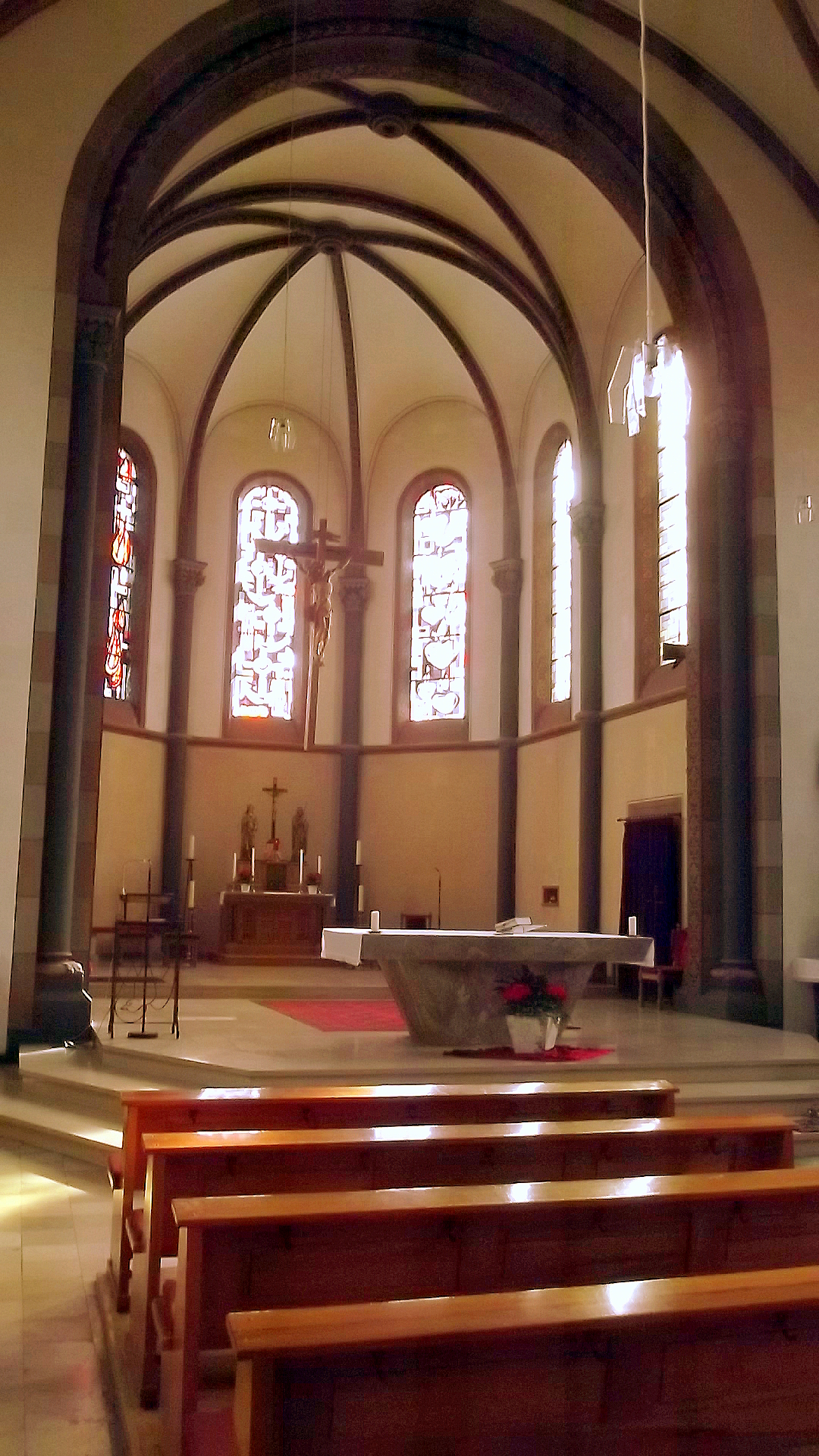
Blick in den Chor, mit den Neuerungen durch das Zweite Vatikanische Konzil

Im Zuge der Liturgiereform des Zweiten Vatikanischen Konzils wurden 1968 verschiedene Neuerungen nach den Vorgaben des Konzils vorgenommen, so der Hochaltar durch einen Volksaltar in der Mitte des Chores ausgetauscht. 1977 wurde ein Kreuz aus Eichenholz, gefertigt von dem Südtiroler Bildschnitzer Jakob Oberhollenzer, im Chor über den Altar installiert. Der Corpus Christi hat eine Länge von 1,60 m.

## Glocken und Turmuhr

### Erstes Geläut
Der neue Kirchenbau von 1882 forderte seiner Größe entsprechend ein adäquates Geläut. Dementsprechend wurde ein Glockenstuhl zur Instandsetzung drei großer Glocken montiert. Zu Anfangs jedoch hing man die zwei alten, kleinen Glocken des letzten Kirchenbaus in den Turm übereinander, da die Anschaffung der Innenausstattung wichtiger schienen. Also nutzte man zunächst noch 20 Jahre die alten Glocken, bis im Jahre 1902 die Schulden der 1895 angeschafften Orgel wie die der Dekorationen der Kirche endlich getilgt waren. Die Gemeinde wollte zunächst der Glockengießerei Goussol François den Auftrag zu erteilen vier Glocken zu gießen, ein Glockenquartett in Es-Dur mit den Tönen, Es – F – G – B. Obwohl der Glockenstuhl eigentlich nur für drei Glocken ausgelegt war, beabsichtigte die Gemeinde noch eine Kleinste, eine B-Glocke, hinzu zu bestellen, um eine entsprechend hohe für Taufen und Kinderbegräbnisse zu haben. Außerdem würde eine vierte Glocke mehr Abwechslung im Geläut, d. h. eine gestufte Feierlichkeit im Geläut, ermöglichen. Schließlich wurden die beiden vorhandenen alten Glocken der Glockengießerei übergeben und aus ihnen sollte so die kleine B-Glocke geschaffen werden. Als jedoch der Architekt der Kirche, Arendt aus Luxemburg, eine genaue Zeichnung des Glockenturms samt den angedachten Glocken in Größe und Gewicht zur Ausarbeitung für ein Gutachten über Tragfähigkeit und Festigkeit des Turms anfertigte, kam er zu dem Schluss, dass die größte Glocke, die Es-Glocke, für die Turmstube zu breit und zu hoch sei. Arendt setzte daraufhin das Geläut einen Halbton höher an, also das gleiche Klangmuster nur in E-Dur, statt Es-Dur. Damit fielen alle vier Glocken etwas kleiner aus, was dem Platzproblem in der Turmstube Abhilfe schuf. Das Glockenquartett sollte so nun in der Abfolge E – Fis – Gis – H erklingen. Dank Arendts Errechnung konnte eine Fehlbestellung verhindert werden. Sein Problemlösungsvorschlag, das Glockenquartett in E-Dur zu gießen, wurde angenommen, und mit der genannten Glockengießerei ein Vertrag über vier Glocken aus Bronze aufgesetzt. Am 19. Mai wurden die neuen Glocken geprüft und für gut befunden. Insgesamt wog das neue Bronzegeläut 2532 kg, das wie folgt aufgeteilt war:
| Ton | Gewicht in kg |
| --- | ------------- |
| E   | 1044          |
| Fis | 709           |
| Gis | 490           |
| H   | 289           |

Die Glocken wurden am 6. Juni 1903 geweiht und entsprechend ihrer Beschriftung zugeordnet. Die kleine H-Glocke, die Schutzengelglock,e allen Kindern der Pfarrei, die Gis-Glocke, die Barbaraglocke, allen Jünglingen und Jungfrauen der Pfarrei, die Fis-Glocke, die Marienglocke, allen Frauen der Pfarrei und die große E-Glocke, die Wendalinusglocke, allen Männern der Pfarrei. Die größte Glocke diente außerdem als Totenglocke. Zu lesen ist auf den Glocken Folgendes:
| 1. | E-Glocke   | Dem Hl. Wendalin, dem Patron der Pfarrei Großrosseln – Guter Hirte Wendalin, beschütze deine Herde! |
| 2. | Fis-Glocke | Ave Maria – Oh Mutter! Bei der Glocke Klang hör deiner Kinder Lobgesang!                            |
| 3. | Gis-Glocke | Der Hl. Barbara, der Patronen der Bergleute – Hilf uns in jeder Not, und steh uns bei im Tod!       |
| 4. | H-Glocke   | Den heiligen Schutzengeln der Pfarrei – In Leibes- und Seelengefahren wolle gnädig uns bewahren!    |

Außer diesen Inschriften besaßen die Glocken die entsprechenden Bilder ihrer Schutzpatrone auf der Außenseite. Zu Beginn des Ersten Weltkriegs  wurden die Glocken abmontiert und eingeschmolzen.

### Zweites Geläut
Vier Jahre nach Kriegsende wurde 1922 ein neues Bronzegeläut, gänzlich dem alten identisch, dieselben Inschriften, Bilder, Größe, Form und Klang angeschafft. Gut 20 Jahre erschallte nun das neue E-Dur-Bronzequartett. Während des Zweiten Weltkriegs 1939 bis 1945 fielen die Glocken erneut dem Krieg zum Opfer. Mit Ausnahme der kleinen H-Glocke, der Schutzengelglocke, wurden im Juli 1942 die drei anderen Glocken abtransportiert. 1942 brachte man sie aber wieder zurück in den Turm, um 1944 schließlich doch eingeschmolzen zu werden.

### Drittes Geläut
Am 27. Mai 1952 gab die Pfarrgemeinde den dritten Auftrag, vier Glocken zu gießen, welche bis heute erhalten sind. Diesmal bei dem Gussstahlwerk Bochumer Verein in Bochum. Der Vertrag weist das gleiche Glockenquartett in E-Dur auf, also Inschriften, Bilder, Größe, Form und Tonart identisch, allerdings diesmal nicht aus Bronze, sondern aus Stahl. Da die kleine H-Glocke, die übriggebliebene Schutzengelglocke aus Bronze sich auf Grund des Materials in Klangfarbe und Harmonie zu stark vom Rest dreier Stahlglocken abheben würde, montierte man sie ab und vermachte sie der Kirchengemeinde Herz Mariä Dorf im Warndt, wo sie bis heute per Seilzug von Hand geläutet wird. So wurde auch die kleine H-Glocke, die Schutzengelglocke für Großrosseln St. Wendalinus aus Stahl neu gegossen. Am 10. Februar 1953 wurde das neue Stahlglockenquartett geweiht, während Spendengelder zur Restfinanzierung gesammelt wurden. Insbesondere war auch in den nächsten Jahren geplant, die Glocken mit entsprechenden Läutemaschinen zu elektrifizieren, was schließlich bald umgesetzt wurde.
Aufgelistet ist Ton, Gewicht und Durchmesser der gegenwärtigen Glocken wie folgt zu notieren:
| Ton | Gewicht in kg | ∅ in Meter | Hörbeispiel |
| --- | ------------- | ---------- | ----------- |
| E   | 940           | 1,35       |             |
| Fis | 630           | 1,18       |             |
| Gis | 430           | 1,045      |             |
| H   | 240           | 0,87       |             |

### 17 Glocken von 1290 bis 1953
| Anzahl | Größe/Gewicht         | Erscheinungsjahr | Verwendungszweck            | Ort                     | Weiterverwertung                      | Jahr des Verlusts |
| ------ | --------------------- | ---------------- | --------------------------- | ----------------------- | ------------------------------------- | ----------------- |
| 1      | 1 Fuß (circa 28 cm)   | 1290             | Kirchen- u. Gemeindeglocke  | Glockenberg (1. Kirche) | –                                     | 1806              |
| 3      | 14 Zoll (circa 36 cm) | 1806             | Dachreiter (Marienglocke)   | 3. Kirche               | Gemeindeglocke                        | 1869              |
| 3      | 14 Zoll (circa 36 cm) | 1806             | Dachreiter (Größere Glocke) | 3. Kirche               | Eingeschmolzen als neue Kirchenglocke | 1903              |
| 3      | 16 Zoll (circa 41 cm) | 1806             | Gemeindeglocke              | Glockenberg             | Eingeschmolzen als neue Kirchenglocke | 1870              |
| 1      | 290 kg                | 1870             | Dachreiter                  | 3. Kirche               | Eingeschmolzen als neue Kirchenglocke | 1903              |
| 4      | 289 kg                | 1903             | Kirchturm                   | 4. Kirche               | Verwertet im Ersten Weltkrieg         | 1914              |
| 4      | 490 kg                | 1903             | Kirchturm                   | 4. Kirche               | Verwertet im Ersten Weltkrieg         | 1914              |
| 4      | 709 kg                | 1903             | Kirchturm                   | 4. Kirche               | Verwertet im Ersten Weltkrieg         | 1914              |
| 4      | 1.044 kg              | 1903             | Kirchturm                   | 4. Kirche               | Verwertet im Ersten Weltkrieg         | 1914              |
| 4      | 289 kg                | 1922             | Kirchturm                   | 4. Kirche               | In Gebrauch Dorf im Warndt Herz Mariä | –                 |
| 4      | 490 kg                | 1922             | Kirchturm                   | 4. Kirche               | Verwertet im Zweiten Weltkrieg        | 1944              |
| 4      | 709 kg                | 1922             | Kirchturm                   | 4. Kirche               | Verwertet im Zweiten Weltkrieg        | 1944              |
| 4      | 1.044 kg              | 1922             | Kirchturm                   | 4. Kirche               | Verwertet im Zweiten Weltkrieg        | 1944              |
| 4      | 240 kg                | 1953             | Kirchturm                   | 4. Kirche               | In Gebrauch                           | –                 |
| 4      | 430 kg                | 1953             | Kirchturm                   | 4. Kirche               | In Gebrauch                           | –                 |
| 4      | 630 kg                | 1953             | Kirchturm                   | 4. Kirche               | In Gebrauch                           | –                 |
| 4      | 940 kg                | 1953             | Kirchturm                   | 4. Kirche               | In Gebrauch                           | –                 |

### Glocken heute
Der Glockenturm der Pfarrgemeinde St. Wendalinus Großrosseln trägt seit über 60 Jahren ein Stahlgeläut von 2240 kg, was gegenüber den einstmals vorhandenen Bronzegeläuten um knapp 300 kg leichter ist.
Zuletzt saniert wurden die Glocken im Juli 2011, wobei alle Klöppel an der Aufschlagstelle neu ummantelt wurden. Bei dieser Gelegenheit wurde auch die große E-Glocke zum Dienst für das Angelusläuten abgelöst durch die Gis-Glocke, die Barbaraglocke.

### Läuteordnung
Nach dem zweiten vatikanischen Konzil ergab sich folgende Läuteordnung:
| Anlass                                     | Dauer                           | Kleine Glocke h | Mittlere Glocke gis | Große Glocke fis | Größte Glocke e |
| ------------------------------------------ | ------------------------------- | --------------- | ------------------- | ---------------- | --------------- |
| Angelusgeläut (07:00, 12:00 und 19:00 Uhr) |                                 |                 |                     |                  |                 |
| Vorläuten                                  | 3×3 Schläge zum Engel des Herrn | –               | –                   | –                | ×               |
| Nachläuten                                 | 3 min.                          | –               | –                   | –                | ×               |
| Frühmesse / Werktagmesse                   |                                 |                 |                     |                  |                 |
| Vorläuten                                  | 5 min.                          | –               | –                   | –                | ×               |
| Hauptläuten                                | 5 min.                          | ×               | ×                   | ×                | –               |
| Vorabendmesse                              |                                 |                 |                     |                  |                 |
| Vorläuten (Rosenkranz)                     | 5 min.                          | ×               | ×                   | ×                | ×               |
| Hauptläuten                                | 5 min.                          | ×               | ×                   | ×                | –               |
| Hochamt / Fest / Hochfest                  |                                 |                 |                     |                  |                 |
| Vorläuten                                  | 5 min.                          | ×               | ×                   | ×                | ×               |
| Hauptläuten                                | 5 min.                          | ×               | ×                   | ×                | –               |
| Christmette                                |                                 |                 |                     |                  |                 |
| Vorläuten                                  | 10 min.                         | ×               | ×                   | ×                | ×               |
| Hauptläuten                                | 10 min.                         | ×               | ×                   | ×                | ×               |
| Taufen / Hochzeiten                        |                                 |                 |                     |                  |                 |
| Vorläuten                                  | 5 min.                          | –               | –                   | –                | ×               |
| Hauptläuten                                | 5 min.                          | ×               | ×                   | ×                | –               |
| Begräbnisse                                |                                 |                 |                     |                  |                 |
| Vorläuten                                  | 5 min.                          | –               | –                   | –                | ×               |
| Hauptläuten                                | 5 min.                          | ×               | ×                   | ×                | –               |
| Prozessionsgeläut zum Friedhof             | 20 min.                         | –               | –                   | –                | ×               |
| Besonderes Geläut                          |                                 |                 |                     |                  |                 |
| Jahreswechsel                              | 10 min.                         | ×               | ×                   | ×                | ×               |
| Wandlungsgeläut                            | Dauer der Einsetzungsworte      | –               | –                   | –                | ×               |

Bis auf vereinzelte Veränderungen, wie das Angelusgeläut, das seit Juli 2011 nunmehr durch die Gis-Glocke, die Barbaraglocke übernommen wird, ist die Läuteordnung weitgehend unverändert geblieben.

### Turmuhr
Mit der Elektrifikation der freischwingenden Glocken wurde das mechanische Uhrwerk gegen eine elektronische Uhr ausgetauscht. Dabei bewegen sich die freischwingenden Glocken nicht. Ein elektronisch gesteuerter, mit dem elektronischen Uhrwerk verbundener Hammer schlägt unten auf die Außenseite der jeweiligen Glocke auf. Für jede Viertelstunde ist die Abfolge H – Fis – Gis zu hören, während die volle Stunde auf der großen E-Glocke verkündet wird.

## Orgel

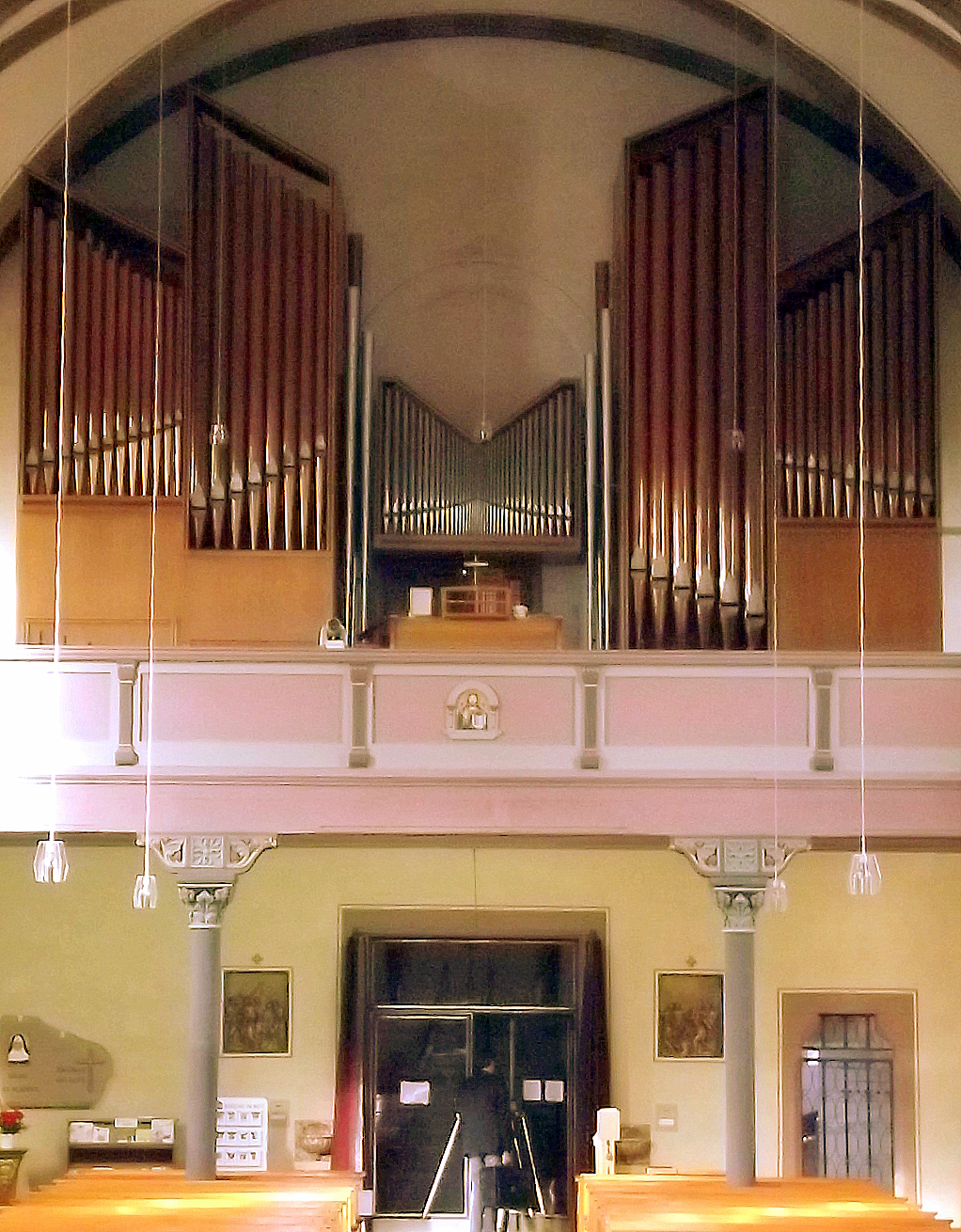
Empore mit dem Prospekt der Mayer-Orgel

Im Jahr 1964 gab der Kirchenvorstand die heutige Orgel mit 36 Registern bei dem Orgelbaumeister Hugo Mayer in Heusweiler in Auftrag, wobei die Bischöfliche Behörde zur Finanzierung nur 25 Register zum Preis von 70.000 DM genehmigte. So entstand eine Differenz von 30.000 DM die noch aufzubringen war. Teile der alten „Stockhausenorgel“ von 1895 wurden dabei verwertet, was die Differenzsumme um 12.000 DM senkte. Der Rest von 18.000 DM wurde über Spenden und Zuschüsse der Zivilgemeinde finanziert. Insgesamt kostete das neue Instrument gut 100.000 DM. Im Jahr 2011 wurde die „Heusweilerer Mayerorgel“ zuletzt rundum saniert. Das Instrument verfügt über 36 Register auf drei Manualen und Pedal und Schleifladen mit elektrischer Traktur. Das Werk zählt insgesamt 2466 Pfeifen, davon 188 Holzpfeifen, 138 Kupferpfeifen und 2140 Zinnpfeifen. Die größte Pfeife misst 5,30 m Länge, die kleinste 4 mm.
| I Hauptwerk C–g3 |                     |        |
| 1.               | Bourdon             | 16′    |
| 2.               | Principal           | 8′     |
| 3.               | Holzflöte           | 8′     |
| 4.               | Oktave              | 4′     |
| 5.               | Rohrpommer          | 4′     |
| 6.               | Nazard              | 2 ⁄3′  |
| 7.               | Salicet             | 2′     |
| 8.               | Terz                | 1 3⁄5′ |
| 9.               | Mixtur minor III–IV | 1 ⁄3′  |
| 10.              | Trompete            | 8′     |

| II Positiv C–g3 |             |       |
| 11.             | Weitgedackt | 8′    |
| 12.             | Prestant    | 4′    |
| 13.             | Offenflöte  | 4′    |
| 14.             | Nachthorn   | 2′    |
| 15.             | Quintflöte  | 1 ⁄3′ |
| 16.             | Oktävlein   | 1′    |
| 17.             | Cymbel IV   | 2⁄3′  |
| 18.             | Krummhorn   | 8′    |

| III Schwellwerk C–g3 |                 |     |
| 19.                  | Holzprincipal   | 8′  |
| 20.                  | Salicional      | 8′  |
| 21.                  | Quintatön       | 8′  |
| 22.                  | Principal       | 4′  |
| 23.                  | Nachthorn       | 4′  |
| 24.                  | Sifflöte        | 2′  |
| 25.                  | Sesquealter III |     |
| 26.                  | Scharff III–V   |     |
| 27.                  | Dulcean         | 16′ |
| 28.                  | Schalmay        | 4′  |
|                      | Tremolo         |     |

| Pedal C–f1 |               |     |
| 29.        | Principalbass | 16′ |
| 30.        | Subbass       | 16′ |
| 31.        | Octave        | 8′  |
| 32.        | Holzgedackt   | 8′  |
| 33.        | Choralflöte   | 4′  |
| 34.        | Octave        | 2′  |
| 35.        | Hintersatz IV |     |
| 36.        | Posaune       | 16′ |

- Koppeln: II/I, III/I, III/II, I/P, II/P, III/P
- Spielhilfen: 3 freie Kombinationen, Tutti, Pleno, Generalkoppel, Crescendowalze, Einzelabsteller für Zungen und Sesquealter III (SW)

## Gemeindeleben
Der Kirchenchor Cäcilia von St. Wandalinus wurde im Jahr 1743 gegründet. Nach dem Zweiten Vatikanischen Konzil 1962 bis 1965 gestaltete sich zunehmend eine Annäherung und partnerschaftliche Zusammenarbeit zwischen der evangelischen Kirchengemeinde Großrosseln-Karlsbrunn und der katholischen Kirchengemeinde St. Wendalinus Großrosseln.

### Chronologische Abfolge der Priester
| Löwen         | Hubertus       | 1727–1733  |
| Riche         | Heinrich       | 1733–1735  |
| Backholt      | Nikolaus       | 1735       |
| Leysen        | Nikolaus       | 1735–1745  |
| Geiben        | H. M.          | 1745       |
| Hesse         | Nikolaus       | 1745       |
| Laux          | Wendlin        | 1746       |
| Höffling      | Martin         | 1751       |
| Bauer         | Mathias        | 1761       |
| Mohrbach      | Michel         | 1779       |
| Schuller      | Phillip        | 1789–1821  |
| Altmeyer      | Nikolaus       | 1821       |
| Stieldorf     | Peter-Josef    | 1821–1829  |
| Thees         | Johann         | 1829–1834  |
| Steinmetz     | Peter          | 1834–1842  |
| Orth          | Johann         | 1842–1860  |
| Fey           | Joh. Gustav    | 1860–1867  |
| Neckenig      | Peter          | 1867–1885  |
| Glattfelder   | Anton          | 1885–1887  |
| Rahm          | Peter-Josef    | 1887–1896  |
| Lorscheid     | Josef          | 1896–1905  |
| Ley           | Anton          | 1905–1917  |
| Francois      | Karl           | 1917–1927  |
| Brettnacher   | Nikolaus       | 1927–1937  |
| Schmitz       | Gottfried      | 1937–1954  |
| Grün          | Alois          | 1954–1962  |
| Weier         | Aloys          | 1962–1967  |
| Pastor Pelzer | Pfarrverwalter | 1968       |
| Pissarsky     | Konrad         | 1968–2007  |
| Stoffel       | Lothar         | 2007–heute |